# Schlosspark Köpenick
Der Schlosspark Köpenick liegt auf der Köpenicker Schlossinsel. Er entwickelte sich aus einem zum Schloss gehörenden Park im 17. Jahrhundert im Zusammenhang mit der stetigen Umnutzung des Schlosses und der Insel zu einer gepflegten Grünanlage.

## Geschichte

### Barockgarten
Der Park um das Schloss entstand um 1690 auf einer künstlichen Aufschüttung der Insel, zeitgleich beim Bau des Schlosses. Der Schlossgärtner legte ihn als Barockpark mit streng geschnittenen Büschen, Blumenbeeten und einer nach Süden verlaufenden Mittelachse an. Beiderseits dieser Achse waren Broderieparterres gestaltet. 
Am Ufer der Dahme und am Frauentog verliefen Alleen, und Sitzgelegenheiten luden zum Verweilen.
Vom Südflügel des Schlosses aus bestand ein direkter Zugang zum Park und das Bauwerk harmonierte gut mit der Grünanlage.
Für Aufsehen sorgte im Sommer 1712 eine Aloe (Agave americana) mit einer Höhe von knapp zehn Metern. Sie hatte 44 Äste und 7277 Blüten. Die Agave ging als „Wunderaloe“ in die Geschichte des Schlossparks ein und wurde vom russischen Zaren Peter dem Großen ebenso bestaunt wie von anderen bedeutenden Besuchern des Parks. 

### Landschaftspark
Der sich zuvor in einem guten Zustand befindliche Garten verwilderte nach dem Tod der Herzogin Henriette Marie von Württemberg-Teck (1782) zunehmend. Zwischen 1804 und 1806 wurde der barocke Schlossgarten unter Friedrich Wilhelm Carl von Schmettau zu einem Landschaftspark umgestaltet, die Schlossanlage hatte die königliche Domänenverwaltung dem Militärfiskus zur Nutzung überlassen. Nach Schmettaus Tod ging der Park an den Herrscherhof zurück und verwilderte erneut. 
In den Jahren 1963/1964 fand eine Rekonstruktion des Parks nach Plänen des Gartenkollektivs Hagen Lichey statt. Hierbei wurde der landschaftlichen Charakter der Grünanlage und der Uferwege beibehalten. Zum Schlosshof hin wurde eine niedrige Mauer als Abgrenzung errichtet. Außerdem wurden auf Höhe des Schlosshofes zwei Reihen Linden neu gepflanzt. Die Gehölzvegetation im Schlosspark weist noch auf die Niederungseinflüsse hin.
Im Park, in Höhe des Cafés, steht eine Schwarznuss als ausgewiesenes Naturdenkmal. Der Baum mit einem Stammumfang von  3,43 m wird auf 150 Jahre geschätzt. Er ist rund 15 m hoch und hat eine ausgeprägte, runde Krone.

## Beschreibung und Nutzung
Der Park-Hauptpfad führt unweit des Wassers entlang, auf das er eine gute Aussicht bietet. In der Parkmitte befindet sich eine größere Freifläche, die einen unverstellten Blick auf das Schloss ermöglicht. Diese ist aus der ersten Parkgestaltung erhalten geblieben. Der Schlosshof wird insbesondere in den Sommermonaten auch für Veranstaltungen und Konzerte genutzt.
Im Sommer 2018 fand in der Anlage beispielsweise der Winzersommer statt, der seinen Anfang im Jahr 2014 nahm.

## Kunst und Gedenken im Park

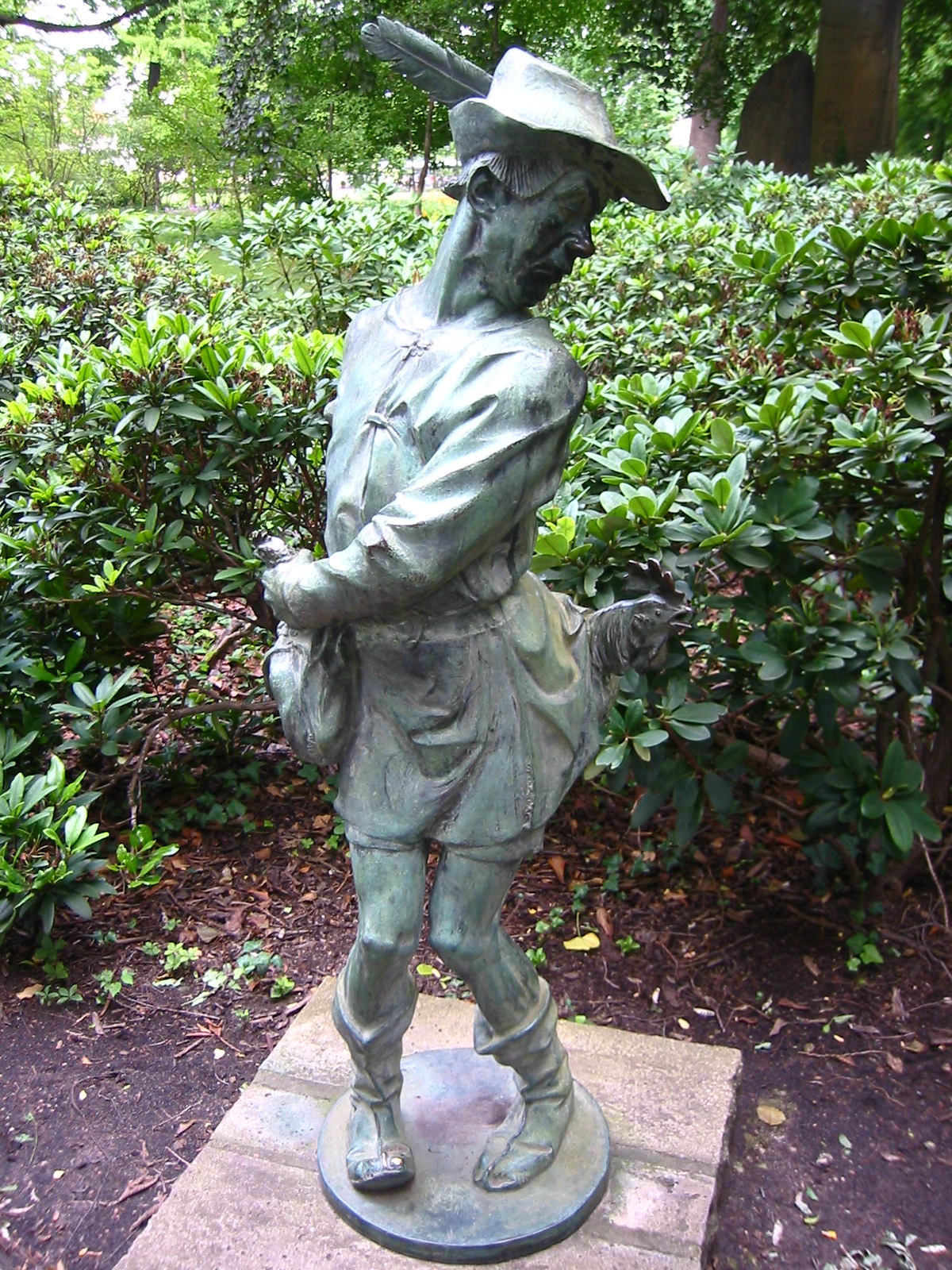
Hermann Joachim Pagels:
Hühnerdiebfigur, um 1912

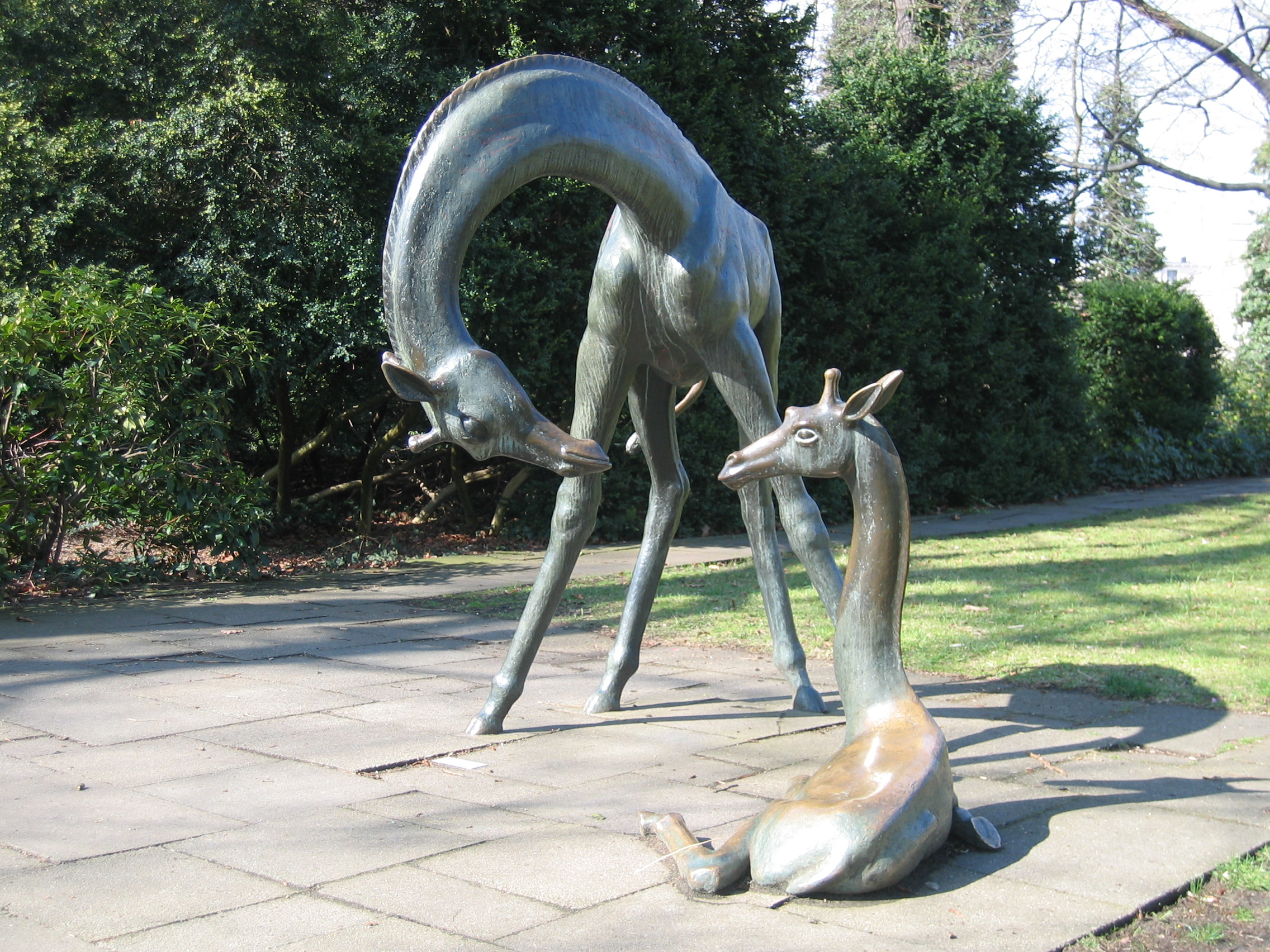
Hans-Detlev Hennig:
Zwei Giraffen, 1977

Im Schlosspark befinden sich mehrere Skulpturen und Gedenktafeln: 
Am westlichen Parkzugang steht die Statue der Meleager, aus Sandstein geschlagen, die auf das Ende des 17. Jahrhunderts datiert wird. (Auf dem Schlosshof wurde eine Kopie der Statue aufgestellt.) Aus der ersten Gestaltungsperiode sind einige gusseiserne Vasen vom Anfang des 18. Jahrhunderts erhalten und bepflanzt. Im Park stehen Denkmale für Marianne von Schmettau, als sandsteinerne Bildnis-Urne mit weinendem Putto auf Postament sowie für Johann Julius Hecker (1707–1768). Hecker war der Gründer des ersten preußischen Lehrerseminars im Jahr 1748. Die Sandsteinstele wurde aus Anlass des 150-jährigen Jubiläums im Jahr 1898 gestiftet. Sie zeigt am unteren Teil das Flachrelief eines huldigenden Seminaristen, obenauf steht eine bronzene Reliefbüste, die vom Bildhauer Friedrich Volke entworfen worden war.
Innerhalb des Parkgeländes wurden vor allem im 20. Jahrhundert mehrere moderne Plastiken aufgestellt.
Als Gedenktafel ist die Information über die Wunderaloe gestaltet.